# Diplodus vulgaris
Il sarago fasciato (Diplodus vulgaris (Geoffroy Saint-Hilaire, 1817)), conosciuto comunemente come sarago comune o sarago testa nera, è un pesce osseo marino appartenente alla famiglia Sparidae.

## Distribuzione e habitat
Questa specie è diffusa nel Mar Mediterraneo, nel Mar Nero e nell'Oceano Atlantico orientale tra il golfo di Guascogna e il Senegal, comprese Madeira e le isole Canarie. Frequenta prevalentemente zone rocciose costiere, soprattutto nei pressi di fondali sabbiosi, da 0 a 160 metri di profondità, normalmente non oltre i 30; al contrario di altri saraghi è raro in acque salmastre.

## Descrizione
L'aspetto generale di questo pesce è simile a quello degli altri saraghi (Diplodus), da cui si distingue principalmente per i caratteri della colorazione. Il corpo è brunastro o dorato sul dorso (variabile), argenteo sui fianchi e biancastro sul ventre. Sono presenti due larghe fasce nere verticali ben definite, una in prossimità dell'opercolo branchiale e una sul peduncolo caudale; la fascia posteriore può brevemente estendersi sul dorso. Un'altra banda nera, meno marcata, è presente in corrispondenza degli occhi. Sono presenti 15-16 sottili linee dorate longitudinali lungo i fianchi. Le pinne sono grigie tranne le pinne ventrali che sono scure. La misura massima è di 45 centimetri di lunghezza ma mediamente ha una taglia non superiore a 22 cm. Il peso massimo è di 1,3 kg.

## Biologia

### Comportamento
Specie gregaria, forma spesso branchi composti talvolta anche da molti esemplari. Spesso i banchi stazionano a mezz'acqua senza muoversi.

### Riproduzione
La riproduzione avviene in autunno, periodo in cui gli esemplari assumono una colorazione azzurrastra nella regione della testa. I giovani sono sempre ermafroditi, in seguito assumono il sesso maschile o femminile, che manterranno per il resto della vita.

### Alimentazione
Si nutre di invertebrati bentonici come crostacei anfipodi, copepodi, granchi, gamberi, molluschi bivalvi, cefalopodi (Loligo vulgaris) e gasteropodi, vermi policheti, cnidari, echinodermi come ricci di mare e stelle marine.

## Pesca
È preda ambita sia dai pescatori sportivi che dai professionisti. Viene catturato prevalentemente con reti da posta e con palamiti. Abbocca anche alle lenze. Le carni sono ottime.